# Лос Пинос (резиденција)
Лос Пинос (шп. Los Pinos) била је званична резиденција и канцеларија председника Мексика од 1934. до 2018. Смештена у парку Чапултепек у централном Мексико Ситију, постала је председничка резиденција 1934. године, када је генерал Лазаро Карденас постао први председник који је живео тамо. Израз Лос Пинос постао је метоним за председништво Мексика.
Од децембра 2018. године, бивши председнички комплекс функционише као културни простор.